# Play Communications
Play Communications S.A. ist ein polnischer Telekommunikationskonzern. Der Unternehmenssitz befindet sich in Luxemburg, die operative Leitung erfolgt aus Warschau. Das Unternehmen betreibt das Mobilfunknetz Play und steht im Mitbewerb zu den Anbietern T-Mobile Polska und Orange Polska.
Die Aktie des Unternehmens wird an der Warschauer Wertpapierbörse gehandelt und ist  in deren Leitindizes WIG30 (seit September 2017) und WIG 20 (seit März 2019) enthalten.

## Mobilfunklizenzen
| Frequenzband           | Laufzeitbeginn                  | Laufzeitende      |
| ---------------------- | ------------------------------- | ----------------- |
| 2.100 MHz              | 1. Juli 2016                    | 31. Dezember 2022 |
| 900 MHz                | 9. Dezember 2008                | 31. Dezember 2023 |
| 1.800 MHz              | 13. Februar 2013                | 31. Dezember 2027 |
| 800 MHz                | 25. Januar 2016 / 23. Juni 2016 | 23. Juni 2031     |
| 2.600 MHz              | 25. Januar 2016                 | 25. Januar 2031   |
| 3.700 MHz (landesweit) | 1. Oktober 2017                 | 29. Dezember 2019 |
| 3.700 MHz (regional)   | 1. Juli 2018                    | 31. Dezember 2020 |

Die vom Unternehmen beantragte Verlängerung der Lizenzen für das 3.700 MHz-Band, die dieses durch die Übernahme von Softnet Group Sp. z o.o. und Powszechna Agencja Informacyjna S.A. erhalten hatte, wurde durch die zuständige Regulierungsbehörde Urząd Komunikacji Elektronicznej (UKE) nicht genehmigt.:F-38

## Konzernstruktur
Die Play Communications S.A. hält als Konzernmutter Beteiligungen an mehreren Tochterunternehmen.
| Gesellschaft                            | Sitz der Gesellschaft | Beteiligung                                                      |
| --------------------------------------- | --------------------- | ---------------------------------------------------------------- |
| Play Communications S.A.                | Luxemburg             | 100 %                                                            |
| P4 Sp. z o.o.                           | Polen                 | 100 %                                                            |
| Play Finance 1 S.A.                     | Luxemburg             | 100 %                                                            |
| Play 3GNS Sp. z o.o. spółka komandytowa | Polen                 | 100 % (davon 99 % über P4 Sp. z o.o. + 1 % über 3GNS Sp. z o.o.) |
| 3GNS Sp. z o.o.                         | Polen                 | 100 %                                                            |
| 3S S.A.                                 | Polen                 | 100 %                                                            |
| 3S Data Center S.A.                     | Polen                 | 100 %                                                            |
| 3S Fibertech Sp. z o.o.                 | Polen                 | 100 %                                                            |
| 3S BOX S.A.                             | Polen                 | 100 %                                                            |

## Aktionärsstruktur
Das Grundkapital der Gesellschaft beträgt 30.500,88 Euro und verteilt sich auf 254.174.002 Inhaberaktien zu einem Nennwert von je 0,00012 Euro.:23
| Anteilseigner                 | Anzahl gehaltener Aktien | Anteil am Grundkapital | Stimmrechtsanteil |
| ----------------------------- | ------------------------ | ---------------------- | ----------------- |
| Kenbourne Invest II S.à r.l.  | 64.633.592               | 25,42 %                | 25,42 %           |
| Tollerton Investments Limited | 62.687.672               | 24,66 %                | 24,66 %           |
| Streubesitz                   | 126.904.227              | 49,92 %                | 49,92 %           |